# Nuwagaun
Nuwagaun (en népalais : नुवागाउँ) est un comité de développement villageois du Népal situé dans le district de Rolpa. Au recensement de 2011, il comptait 4 548 habitants.